# LZ 26 'ZXII'
De ZXII was de derde zeppelin van de Kaiserliche Marine in de Eerste Wereldoorlog.  Hij maakte 11 aanvallen op Noord-Frankrijk en op het oostfront, waarbij 20.000 kg bommen worden afgeworpen. Het luchtschip werd buiten dienst gesteld op 8 augustus 1917.